# America's Best
Gli America's Best sono un gruppo di supereroi dell'universo America's Best Comics; i personaggi che ne fanno parte sono stati creati da Alan Moore e altri artisti, ad eccezione di Jonni Future che è stata creata da Steve Moore e Arthur Adams.
I membri del gruppo sono i più grandi supereroi della Terra, come nel caso dei Vendicatori per la Marvel Comics o della Justice League of America per la DC Comics. Sono apparsi in diversi numeri di Tom Strong e Promethea, ma non hanno mai avuto una propria serie regolare.

## Formazioni

### Formazione originale
- Cobweb
- Johnny Future
- Greyshirt
- Promethea
- Tom Strong

### Formazione attuale
- Splash Brannigan
- Cobweb
- Jonni Future
- Greyshirt
- Promethea
- Jack B. Quick